# موي غوميز
مويسيس جوميز بوردونادو (بالإسبانية: Moisés Gómez Bordonado) (مواليد 23 يونيو 1994 - روجاليس ، إسبانيا) لاعب كرة قدم إسباني ، يلعب في مراكز الجناحين الأيسر والأيمن وخط الوسط الهجومي ، ويلعب حاليًا لنادي أوساسونا الإسباني في صفقة انتقال حر من نادي فياريال.

## روابط خارجية
- موا غوميز على موقع الاتحاد الأوربي (الإنجليزية)
- موا غوميز على موقع قاعدة بيانات كرة القدم.إي يو (الإنجليزية)
- موا غوميز على موقع Soccerbase.com (لاعب) (الإنجليزية)
- موا غوميز على موقع Soccerway.com (الإنجليزية)
- موا غوميز على موقع عالم كرة القدم.نت (الإنجليزية)
- موا غوميز على موقع AS.com (الإسبانية)